# إيلا باركسديل براون
إيلا باركسديل براون (بالإنجليزية: Ella Barksdale Brown)‏ هي صحفية وكاتِبة أمريكية، ولدت في 1871 في ميلدغفيل في الولايات المتحدة، وتوفيت في 1966.